# Luibiskogel
Luibiskogel – szczyt w Alpach Ötztalskich, części Centralnych Alp Wschodnich. Leży w Austrii w kraju związkowym Tyrol. Od zachodu szczyt przykrywa lodowiec Hauerferner.
Szczyt można zdobyć drogami ze schroniska Hauerseehütte (2383 m). Pierwszego wejścia dokonali M. Peer i L. Prochaska w 1894 r.